# キャサリン・エドウッズ
キャサリン・"ケイト"・エドウッズ（英: Catherine "Kate" Eddowes、1842年4月14日 - 1888年9月30日）は、ホワイトチャペル殺人事件の被害者の一人である。
エドウッズは1888年9月30日日曜日の早朝に2番目に殺害された人物で、その少し前にエリザベス・ストライドが殺害されている。この2人の殺害は一般に「ダブル・イベント」 (英: double event) と呼ばれており、連続殺人者の切り裂きジャックの犯行と考えられている。また、エドウッズは2人の内縁の夫の姓から「ケイト・コンウェイ」(英: Kate Conway) や「ケイト・ケリー」(英: Kate Kelly) という名前でも知られていた。

## 生涯
エドウッズは1842年4月14日にウルヴァーハンプトンのグレイスリー・グリーンで生まれた。父はブリキ職人のジョージ・エドウッズ (英: George Eddowes)、母はキャサリン (英: Catherine、旧姓: エヴァンズ <英: Evans>) であり、兄弟は11人いた。一家はエドウッズが生まれた1年後にロンドンへ転居した。しかし、後にエドウッズはブリキの打出しの仕事をするためにウルヴァーハンプトンへ戻った。
この仕事を失ってすぐ、バーミンガムに住む元兵士のトーマス・コンウェイ (英: Thomas Conway) と親しくなった。エドウッズはコンウェイとともにロンドンへ転居した。2人は1人の娘と2人の息子をもうけた。エドウッズは飲酒に耽溺するようになり、1880年に家族の元を去った。翌年には、エドウッズは新しい愛人のジョン・ケリー (英: John Kelly) と一緒に、スピタルフィールズのフラワー・アンド・ディーン・ストリート55番地にあるクーニー (英: Cooney) 所有のコモン・ロッジングハウス (生活困窮者向けの安価な共同住宅) で暮らしていた。この場所はロンドンの最も悪名高く犯罪の多いスラム (ルーカリー) の中心だった。この地でエドウッズは家賃を払うために臨時で売春を始めた。コンウェイはエドウッズとの接触を避けるため、陸軍恩給をクイン (英: Quinn) という偽名で受給し、息子たちの住所をエドウッズに秘密にした。
死亡時、エドウッズの身長は152.4センチメートルで、髪は黒めの赤褐色、目は薄茶色で、"TC" (トム・コンウェイ <英: Tom Conway> という意味) と読めるタトゥーが青色のインクで左前腕に入れられていたという。エドウッズの友人たちは、エドウッズは聡明で学問好きだが、攻撃的な気質があったと述べた。また、非常に陽気で、いつも歌を歌っていたとも語った。
1888年の夏、エドウッズとケリー、2人の友人のエミリー・ビレル (英: Emily Birrell) はケントでホップを収穫する臨時の仕事を引き受けた。3人は収穫が終わってロンドンへ戻ると、すぐに賃金を使い果たした。エドウッズとケリーは最後に残った6ペンスを2人で分けた。ケリーは4ペンスを受け取ってコモン・ロッジングハウスでの宿泊代として支払った。エドウッズは2ペンスを受け取った。この額は近隣の教区にあるマイル・エンド臨時収容室での夜の宿泊代にちょうどだった。
翌日、つまり9月29日の朝に2人は合流した。午後早く、エドウッズはケリーに、バーモンジーに行って娘のアニー・フィリップス (英: Annie Phillips) から金を貰えないか頼みに行くつもりだと述べた。アニー・フィリップスはサザークに住む鉄砲鍛冶と結婚していた。ケニーは自分の靴を質に入れ、午後8時のすぐ後に裸足のままロッジングハウスで就寝した。管理人代理によると、ケニーは一晩中そこにいたという。

## 最後の数時間と死
9月29日土曜日午後8時30分、エドウッズはオールドゲート・ハイ・ストリートに接する道で酔っ払って横たわっているところをルイス・ロビンソン (英: Louis Robinson) 巡査により発見された。エドウッズは留置所に連れていかれ、それからビショップスゲート警察署に留置された。エドウッズは警察署で「ナッシング」 (英: Nothing、日: 無) と名乗った。エドウッズはしらふになるまで留置され、9月30日早朝の午前1時に警察署を去った。エドウッズは釈放の際にファッション・ストリート6番地の住むメアリー・アン・ケリー (英: Mary Ann Kelly) と名乗った。

警察署を出ると、フラワー・アンド・ディーン・ストリートにある自宅への最短経路へ繋がる右へ曲がらず、オールドゲートの方向である左へ曲がった。午前1時35分、エドウッズの生きている姿が最後に目撃された。目撃者はジョセフ・ラヴェンダ (英: Joseph Lawende)、ジョセフ・ハイアム・レヴィ (英: Joseph Hyam Levy)、ハリー・ハリス (英: Harry Harris) の3人だった。3人はちょうどデューク・ストリートにあるクラブを出たところだった。エドウッズはチャーチ・パッセージの入口のところで男性と話していた。チャーチ・パッセージはデューク・ストリートからグレート・シナゴーグ・オブ・ロンドンの南の壁に沿って南西の方向へ進むとマイター・スクエアに繋がる。3人の中でラヴェンダだけが男性の特徴を説明できた。ラヴェンダは、男性は立派な髭を生やしており、濃紺色のジャケット、まびさしの付いた布の帽子、赤いスカーフを身につけていた。ドナルド・スワンソン (英: Donald Swanson) 警部は報告書の記述で、ラヴェンデの見た女性がエドウッズであるかは疑わしいことをほのめかした。スワンソンによれば、ラヴェンダは遺体が身につけていた衣服の一部を見せられて、自分が見た女性の衣服と似ていると述べたが、実はラヴェンダに見せた衣服は偽物だったという。それから間もなく、巡回の警察官のジェームズ・ハーヴェイ (英: James Harvey) 巡査は、デューク・ストリートからチャーチ・パッセージを沿って歩いていた。しかし、ハーヴェイの巡回区域にマイター・スクエアは含まれず、マイター・スクエアに立ち入ることなくチャーチ・パッセージを沿ってデューク・ストリートに戻っていった。

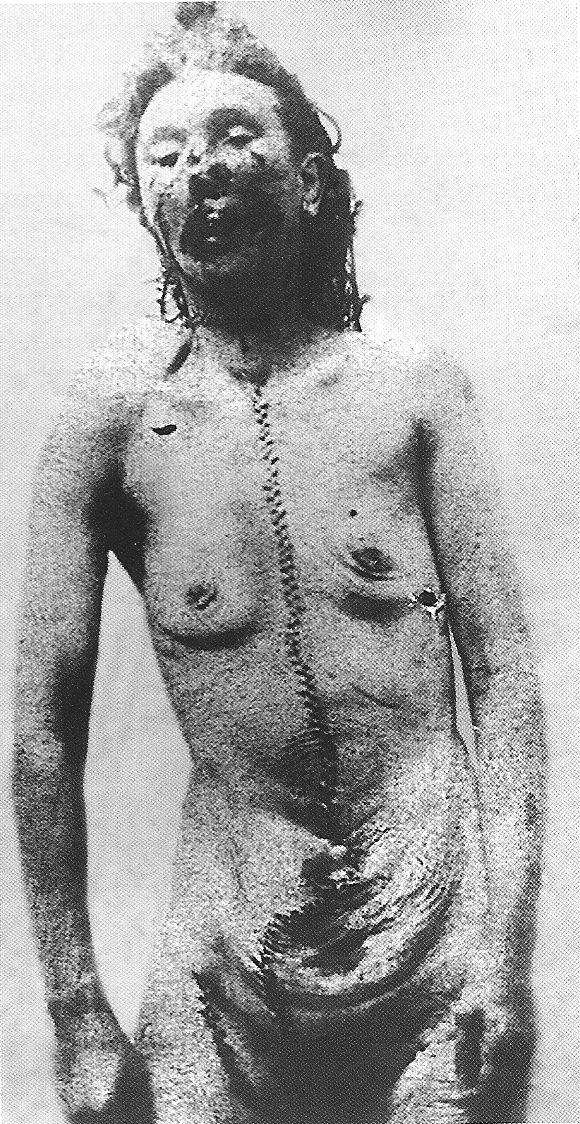
エドウッズの遺体安置所での写真。検死で縫合した後に撮影。

午前1時45分、マイター・スクエアを巡回区域としていた警察官のエドワード・ワトキンス (英: Edward Watkins) 巡査が、マイター・スクエアの南西の隅でエドウッズの遺体を発見した。ワトキンスによると、そのときは午前1時44分にマイター・スクエアに立ち入っており、その前にマイター・スクエアに来たのは午前1時30分のことだったという。ワトキンスはマイター・スクエアにある茶の倉庫に向かい、元警察官の夜警のジョージ・ジェームズ・モリス (英: George James Morris) に助力を求めた。モリスは特に異常なことには気付かなかった。マイター・スクエア5番地にいた別の夜警 (ジョージ・クラップ <英: George Clapp>) やマイター・スクエア3番地にいた非番の警察官 (リチャード・ピアース <英: Richard Pearse>) もおかしなことには気付かなかった。
警察医のフレデリック・ゴードン・ブラウン (英: Frederick Gordon Brown) 医師は午前2時以降に殺害現場に到着した。ブラウンは現場について次のように説明した。
遺体は仰向けで、頭は左肩の方に向いていた。両腕は遺体のそばにあり、そこに倒れ込んだかのようだった。両手の手のひらは上向きで、指は僅かに曲がっていた。指貫が指から外れて右側に落ちていた。衣服は腹部の上に引き寄せられていた。大腿は何も身につけていなかった。左脚は体に沿って伸びていた。腹部は剥き出しになっていた。右脚は腿と膝のところで曲がっていた。

ボンネットは後頭部のところにあった。顔はひどい状態だった。喉は切られていた。ネッカチーフは喉の下を横切っていた。……腸は大部分が引きずり出され、右肩の上に置かれていた。腸はいくらかの汚物で汚れていた。遺体から切り離された60センチメートルほどの断片が体と左腕の間に置かれていた。見たところ意図的な配置だった。右耳の耳たぶと耳介は斜めに切り離されていた。肩や上腕部の辺りの首の左側の舗装に固まった大量の血液があった。血の色をした血漿が首の下から右肩へ流れていた。舗装の傾きがその方向なのである。

遺体は完全に温かかった。死体の硬直は起きていなかった。被害者は30分以内に殺害されたに違いない。体表の打撲傷を探したが無かった。腹部の皮膚に血液は無く、腿の上に何らかの分泌物は無かった。周囲の煉瓦や舗装に血のほとばしりは無かった。胴の下に血液の痕跡は無かった。遺体を取り除くと、固まった血液の中に数個のボタンを見つけた。衣服の正面には血液は無かった。関係のある新しい痕跡は無かった。
ブラウンはその日の午後に検死を行い、次のように記録した。
左手を慎重に洗うと、6ペンス硬貨ほどの大きさの打撲傷が左手の甲の親指と人差し指の間に見つかった。打撲傷は赤く新しいものだった。右の向こう脛に古めの小さな打撲傷が数点あった。両手と両腕は褐色になっていた。頭皮や遺体の背中、肘に打撲傷は無かった。……死因は左の総頚動脈からの出血だった。被害者は出血により即死し、死後に遺体が切り刻まれた。……殺人者に多くの血液は付かなかっただろう。裂傷は遺体の右側で胴より下に跪いていた何者かによって付けられた。……左側の腹膜が切り裂かれ、左の腎臓が慎重に取り出されていた。……殺人者は腹膜腔にある臓器の位置とその取り出し方についてかなりの知識があるに違いないと思う。取り出された部分は商業的な目的には価値が無いだろう。腎臓を取り出す方法や腎臓の位置についてはかなりの知識が必要だった。そのような知識は動物を切り刻む習慣のある人は有しているかもしれない。殺人者にはこの行動をとる十分な時間があっただろう。……少なくとも5分間はかかるだろう。……1人の人間が行ったと思う。
警察医のトーマス・ボンド (英: Thomas Bond) はブラウンの殺人者の技量の評価に賛同しなかった。ボンドは警察に「どの事件も遺体を切り刻む行為は科学的な知識や解剖学の知識がない人が行ったものだ。思うに、肉屋や馬肉畜殺業者、その他動物の死体を切り刻む習慣のある人物が持つような技術の知識すら持っていないだろう」と報告した。犯行現場に最初に来た医師である地元の外科医のジョージ・ウィリアム・セケイラ (英: George William Sequeira) 医師と、検死に立ち会った市の医官のウィリアム・セジウィック・ソーンダーズ (英: William Sedgwick Saunders) は、殺人者は解剖学の技術が無く、特定の臓器を探そうとはしていなかったという見解を抱いた。殺人者は腹部の傷に加えて、顔にも裂傷を負わせていた。裂傷は鼻柱を横切り、両頬にも及び、両目のまぶたを貫通していた。鼻先と片耳の一部は切り取られていた。ホワイトチャペル・ロードにあるロンドン王立病院では、市の測量士のフレデリック・フォスター (英: Frederick Foster) が作成したいくつかの犯行現場の素描とマイター・スクエアでの殺人についての図面が保管されている。1966年、ロンドン大学の法医病理学教授のフランシス・キャンプス (英: Francis Camps) により、これらの資料に初めて人々の注目が集まった。キャンプスは現存する文献の分析に基づき、遺体の裂傷は専門家が付けたものではありえないという結論を下した。
エドウッズの検死審問は10月4日にシティ・オブ・ロンドンの検視官のサミュエル・F・ランガム (英: Samuel F. Langham) により開かれた。戸別訪問捜査が実施されたが、怪しいものは発見されなかった。ブラウンは、エドウッズは地面に横たわっていたときに喉を切られて殺され、その後に切り刻まれたという私見を述べた。

## 捜査
エミリー・ビレルとアン・ケリーに発行された2枚の質札の入ったマスタードの缶がエドウッズの遺体から発見された。これが遺体の身元の特定に繋がった。ジョン・ケリーが新聞に書かれていた質札についての記述を読み、遺体が自分の内縁の妻のものであると認識した。遺体の身元はキャサリン・エドウッズの姉妹のイライザ・ゴールド (英: Eliza Gold) により確認された。遺体からは金は発見されなかった。エドウッズ殺害はシティ・オブ・ロンドンで発生したが、これまでのホワイトチャペル殺人事件が起こったホワイトチャペルとの境界に近かった。エドウッズの遺体は切り刻まれており、左の腎臓や子宮の一部が取り去られていた。これは切り裂きジャックの犯行の特徴であり、前に殺害されたアニー・チャップマンの事件の特徴と非常に類似していた。
マイター・スクエアの位置関係の都合で、ジェームズ・マクウィリアム (英: James McWilliam) 警部補の指揮の下でロンドン市警察が殺人事件の捜査に加わった。それと並行してロンドン警視庁も以前の殺人事件に取り組んでいた。エドウッズが殺害された同日の午前3時頃、エドウッズのエプロンの断片が、ホワイトチャペルのゴールストン・ストリートにある108番地から119番地にわたるモデル住宅のアパートに通じる戸口への通路に落ちているのが発見された。エプロンの断片には血の染みが付いており、糞便で汚れていた。エプロンの断片が落ちていた場所の上方の壁にチョークの落書きが書かれていた。落書きは一般に"The Juwes are the men that Will not be Blamed for nothing"というユダヤ人への敵意を煽りかねない内容だったと言われる。この落書きは殺人事件に関係があったかもしれないし、なかったかもしれないが、ロンドン警視庁のチャールズ・ウォーレン (英: Charles Warren) 警視総監の命令で夜明け前に消されてしまった。ウォーレンが反ユダヤ主義の暴動の発生を恐れたためである。マイター・スクエアは3つの通りに繋がっていた。北東へ向かうチャーチ・パッセージ、南西に向かうマイター・ストリート、北西へ向かうセント・ジェームズ・プレースである。ハーヴェイ巡査はチャーチ・パッセージからは誰も見かけなかった。ワトキンス巡査はマイター・ストリートからは誰も見かけなかった。殺人者はマイター・スクエアを北に出てセント・ジェームズ・プレースを通ってゴールストン・ストリートへ向かったのは間違いないことである。ゴールストン・ストリートはマイター・スクエアから歩いて15分の距離にあり、エドウッズが住んでいたフラワー・アンド・ディーン・ストリートに直接繋がる。エドウッズを殺害した犯人も近隣に住んでおり、殺害後にそこに戻っていったことが示唆されている。
ロンドン市警察の臨時本部長のヘンリー・スミス (英: Henry Smith) は自身の回顧録で、ドーセット・ストリートから外れたところにある裏通りの空地の公共の流しで血に染まった水が発見されたと主張していた。水盤から水がゆっくりと流れ出ていたことから、切り裂きジャックは直前にそこにいたと推測した。しかし、著述家のマーティン・ファイドーは、犯人が犯行から約40分後に半公共の場所で手を洗うのを待っていたとは考えにくいという見解を抱いている。スミスの回顧録は信頼できず、劇的な効果を期待して装飾されている。公式の警察の報告には水盤についての言及は無い。

## 「地獄より」の手紙
10月1日、Saucy Jacky postcardと呼ばれる葉書がセントラル・ニュース・エージェンシーに届けられた。その葉書には「ジャック・ザ・リッパー」と署名されており、自身がストライドとエドウッズを殺した犯人であると主張していた。また、この2つの事件を「ダブル・イベント」と表現しており、この呼称はその後も使用されることになる。葉書は殺人事件が公表される前に郵送されており、単なるいたずらであれば事件についてそこまでの知識があるとは考えられないと論じられてきた。しかし、消印は殺人が起きてから24時間以上後に押されており、事件の詳細が記者やその地域の住民に知れ渡ってからかなり時間がたっていた。後に、警察当局は葉書を書いた記者を特定したと主張し、葉書をいたずらとして退けた。警察のこの評価は切り裂きジャック歴史研究家たちのほとんども同意している。

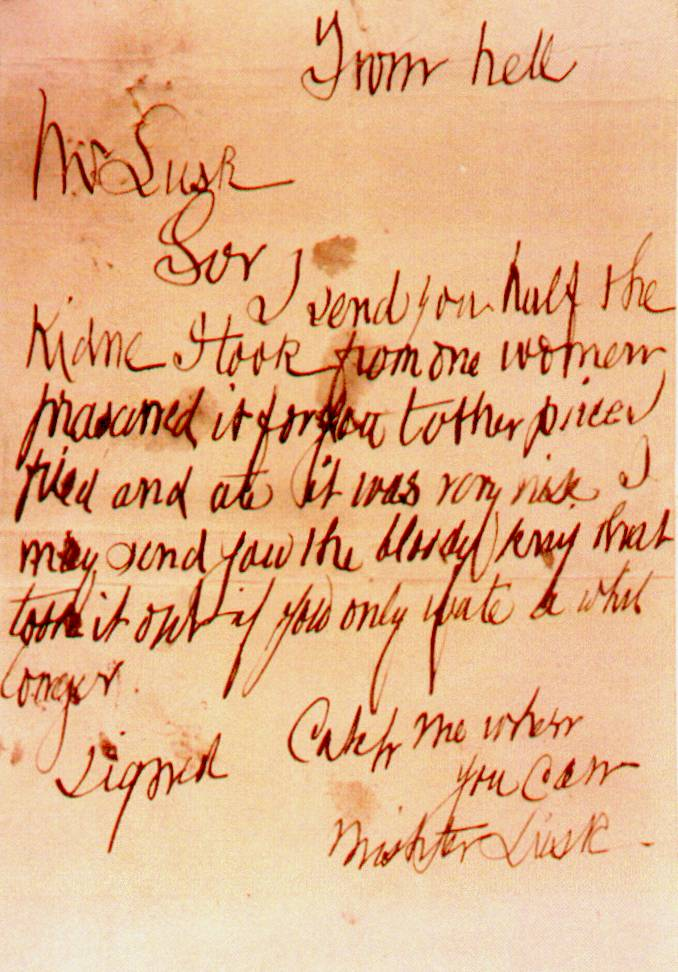
"From hell" letter

1888年10月16日、ホワイトチャペル自警団の団長のジョージ・ラスク (英: George Lusk) の元に、人間の腎臓の半分が入った包みが送られてきた。包みと一緒に手紙が送られており、この手紙は"Lusk letter"や"From hell" letterとして知られている。この手紙は"From hell" (直訳すると「地獄より」) という書き出しから始まる。手紙の書き手は腎臓の残りの半分を揚げて食べたと主張している。手書きの筆致や体裁は"Saucy Jacky" postcardのそれとは似ていなかった。腎臓は近くのロンドン病院のトーマス・ホロックス・オープンショー (英: Thomas Horrocks Openshaw) 医師の元へ送られた。オープンショーは、この腎臓は人間の左側のそれであり、アルコールで保存されているという見解を抱いた。デイリー・テレグラフ紙は10月19日に、このジン臭のする腎臓は45歳女性から最近摘出されたものであるとオープンショーが述べたと報じた。しかし、同日のスター紙で、オープンショーはデイリー・テレグラフの報道を強く否定し、腎臓の持ち主の年齢や性別は判別できないし、アルコールに保存されていた期間も分からないと述べた。スミスは自身の回顧録で、送られた腎臓はエドウッズから取り去られていた腎臓と一致していたと主張した。送られてきた腎臓に付いていた腎動脈の長さが、遺体から無くなっていた腎動脈の長さと一致していたという。また、エドウッズの遺体と送られてきた腎臓の両方にブライト病 (蛋白尿などを伴う腎炎) の形跡が見られたとも書かれていた。この回顧録の記述は調査を担当した病理学者が提出した医療報告書や警察の記録と一致していない。警察医のブラウン医師は、送られてきた腎臓は整えられており、腎動脈は完全に無くなっていたと述べていた。ロンドン警視庁のメモには、腎臓の出所はどのような遺体でもあり得るし、病院の死体安置所に由来する可能性もあると記されていた。スミスの話は歴史家からは劇的な話を創作するために放埓に書いたものと見なされている。また、腎臓は医学生のいたずらである可能性もあった。検死に立ち会ったソーンダーズ医師は報道に対して、エドウッズの右の腎臓は構造の面で完全に通常で健康だったと述べ、学生がふざけて腎臓を送りつけたと考えていると語った。捜査の調整を行っていたドナルド・スワンソン (英: Donald Swanson) 警部は、同じような腎臓は検死を受けた死体から入手が可能であり、学生や解剖室の掃除人にもできると記した。

## 葬儀とその余波

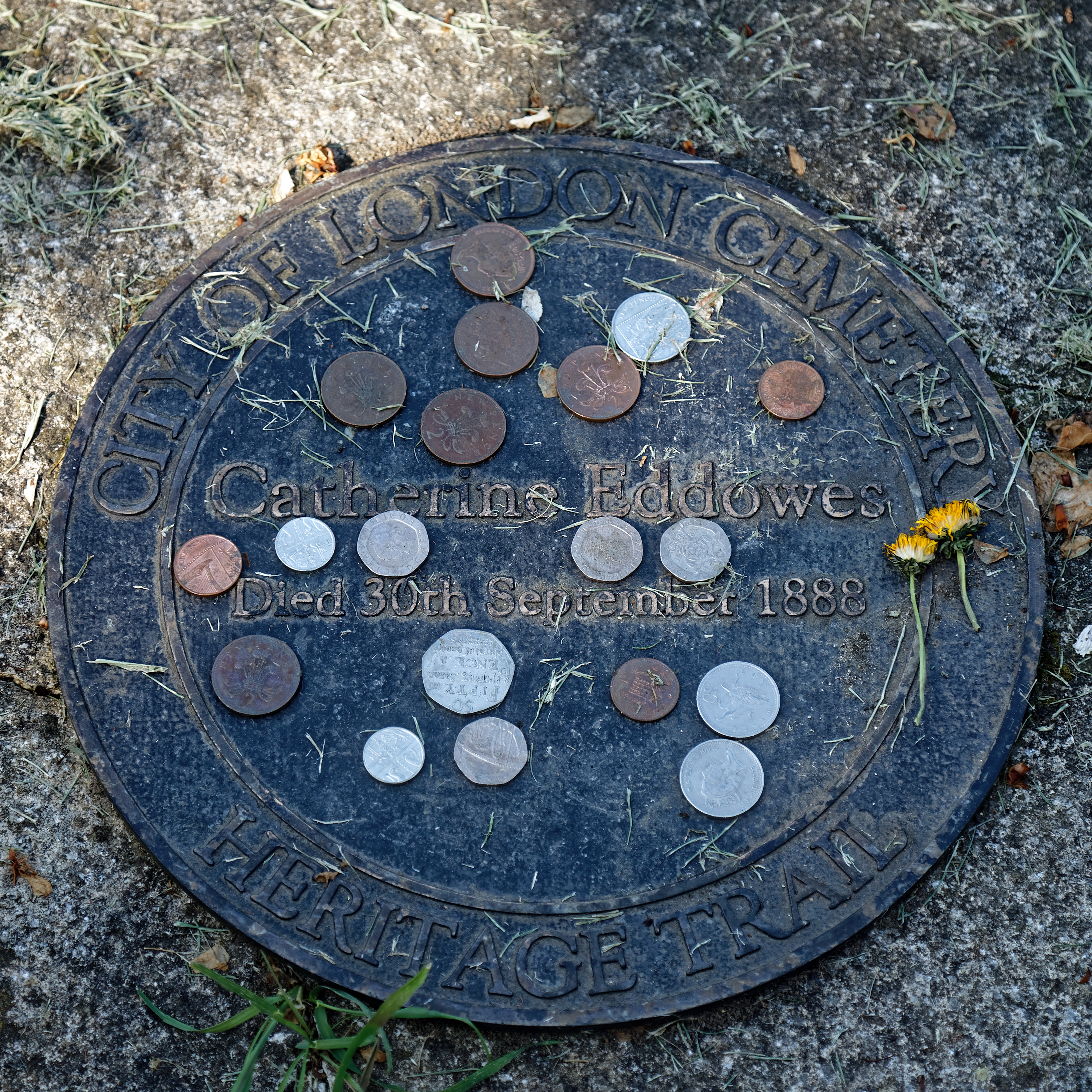
ロンドン市共同墓地にあるキャサリン・エドウッズの墓標

キャサリン・エドウッズは1888年10月8日月曜日にロンドン市共同墓地で楡材の棺の中に入れられて埋葬された。318番広場にある無銘の公共用の墓 (49336番) に葬られている。ケリーとエドウッズの姉妹が葬儀に参加した。今日、318番広場は火葬された遺体用のメモリアル・ガーデンの一部に再利用されている。エドウッズはメモリアル・ベッド1849の前のガーデン・ウェイのそばで眠っている。1996年後半、墓地の運営はエドウッズの墓に銘板を付けることを決定した。
2014年、エドウッズの子孫の一人のものと一致するミトコンドリアDNAが、エドウッズ殺害現場で回収されたと言われているショールから検出された。超変異性領域から得られた7つの小セグメントの1つに基づいていてDNAが一致していると判定された。そのセグメントは314.1Cとして記述される塩基配列の変位が含まれており、世界中で29万人に1人という頻度でしか見られない珍しいものであると言われている。しかし、アレック・ジェフリーズ教授らは、これは実際は人類共通の塩基配列の変位である315.1Cに対する命名法における誤りであると指摘した。現在、315.1CはEMPOPデータベースに登録された塩基配列の99%以上を占めている。
ショールから得られた他のDNAは、被疑者の一人であるアーロン・コスミンスキー (英: Aaron Kosminski) の親戚のDNAと一致した。このDNAの一致もミトコンドリアDNAのあるセグメントに基づいて判定された。しかし、この塩基配列がどの程度の頻度で見られるものかを推定できる情報は存在していなかった。
ショールの持ち主であるイギリス人の著述家のラッセル・エドワーズ (英: Russell Edwards) は、DNAが一致したということからコスミンスキーが切り裂きジャックであると証明されたと主張した。しかし、ドナルド・ランベロー (英: Donald Rumbelow) はこの主張を批評し、警察の記録にはエドウッズの所持品としてショールは登録されていないと述べている。ミトコンドリアDNAの専門家のピーター・ギル (英: Peter Gill) は、このショールは出自が疑わしく、ショールを触った人々の中に件のミトコンドリアDNAプロファイルを共有している人がいた可能性があると述べた。エドウッズの子孫のうちの2名は2007年に3日間ショールがあるのと同じ部屋にいたことが知られており、ショールは多くの人が触ることができ、吐息や唾液が当たる状態だったことを指摘されている。

## エドウッズを演じた女優
- アラン・ムーアとエディ・キャンベル（英語版）の『フロム・ヘル』 (スティーブン・ナイト（英語版）の『切り裂きジャック最終結論（英語版）』<英: Jack the Ripper: The Final Solution> に基づいている) で、キャサリン・エドウッズは物語後半に紹介される。エドウッズは自身をメアリー・ケリーと称したために切り裂きジャックに狙われる。物語の中で、メアリー・ケリーはウィリアム・ガルに狙われていたホワイトチャペルの4人の売春婦の1人である[60]。
- A Study in Terror（英語版） (1965年、映画) - Kay Walsh（英語版）[61]
- Jack the Ripper (1973年、テレビ) - Hilary Sesta
- Jack the Ripper（英語版） (1988年、テレビ) - スーザン・ジョージ[62]
- フロム・ヘル (2001年、映画) - Lesley Sharp（英語版）[63]
- Jack, the Last Victim (2005年) - Janet Wheeler
- The Real Jack the Ripper (2010年、テレビ) - Sarah Williamson
- SoulMate: True Evil Never Dies (2012年) - Anna Magoulas[64]